# Paul Groß (Maler)
Paul Groß  (* 26. August 1873 in Dresden; † 1942) war ein deutscher Zeichner und Maler sowie hauptberuflicher Kunstlehrer.

## Leben
Groß studierte ab Anfang der 1890er Jahre an der Königlichen Kunstgewerbeschule seiner Heimatstadt Dresden. Er unterrichtete Kunst und Zeichnen am St.-Annen-Gymnasium in Dresden, für dessen Aula er auch die Rektorenbildnisse schuf. Als Kunsterzieher veröffentlichte er 1912 das Lehrwerk: Geschmackbildende Werkstattübungen. Seine Zeichnungen und Illustrationen wurden in verschiedenen Periodika wie z. B. der Sächsischen Heimat veröffentlicht. Mit einigen Ausnahmen (z. B. Große Dresdner Kunstausstellung, Einzelausstellung im St.-Annen-Gymnasium) scheint er sich nicht am Ausstellungsbetrieb seiner Zeit beteiligt zu haben. Er stand in Verbindung mit dem Künstlerkreis um den Architekten Martin Pietzsch und dessen Künstlerhaus in Loschwitz sowie mit der Malerin und Scherenschnittkünstlerin Hanna Hausmann-Kohlmann. In seinen letzten Lebensjahren lebte er im Dresdner Stadtteil Blasewitz.
Als eigenständiger Künstler widmete er sich besonders den Arbeiten auf Papier: Aquarell, Gouache und Pastell sowie als Grafiker der Radierung. Die Arbeiten der 1910er Jahre sind stilistisch und inhaltlich noch durch den Jugendstil geprägt. Ab Beginn der 1920er Jahre wandte er sich einer gegenständlich objektivierenden Malweise zu, für die 1925 der Epochen-Begriff Neue Sachlichkeit geprägt wurde, und der in Dresden etliche prominente Künstler wie Otto Dix, August Wilhelm Dressler, Bernhard Kretzschmar, Wilhelm Lachnit, Richard Oelze und Georg Siebert zuzuordnen waren. Wie Franz Lenk brachte Paul Groß eine bei scheinbar leidenschaftsloser Sachlichkeit eine persönliche Note subjektiven Empfindens und atmosphärische Individualität in seine Darstellungen ein, die seine Kunst der Neo-Romantik näher bringt.
Thematisch konzentrierte sich Paul Groß ab den 1920er Jahren fast ausschließlich der Landschaft. Die Motive stammen vorwiegend aus Mitteldeutschland, von Sachsen und die Lausitz über den Harz bis zur Ostsee, sowie aus Schlesien und aus Böhmen. Die Genauigkeit der Naturbeobachtung verdankt sich der Plein-Air-Entstehung vieler Arbeiten. Als Grafiker zeichnen ihn die virtuose Beherrschung der Radiertechnik und die altmeisterliche Präzision der Linie aus.

## Werke in Museen und öffentlichen Sammlungen
- Städtische Galerie Dresden
- Künstlerhaus Dresden-Loschwitz
- Letterstiftung, Köln
- Daulton Collection, Los Altos Hills, Kalifornien

## Veröffentlichungen
- mit Fritz Hildebrand: Geschmackbildende Werkstattübungen. Leipzig, Dürr 1912